# Iwan Samyłowski
Iwan Wasiljewicz Samyłowski (ros. Ива́н Васи́льевич Самыло́вский, ur. 1905 we wsi Turupanow w guberni wołogodzkiej, zm. 1971 w Moskwie) – radziecki dyplomata.

## Życiorys

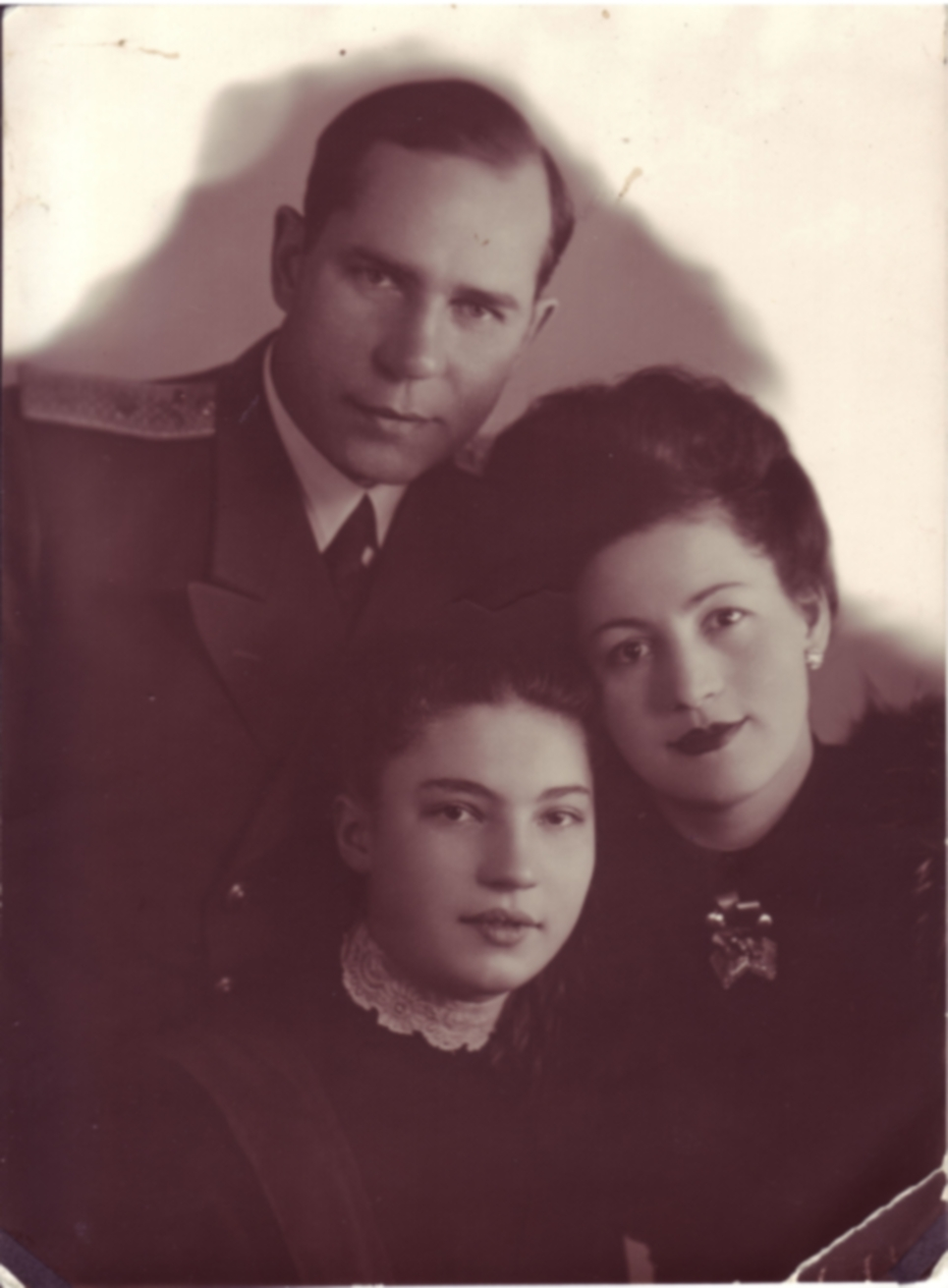
Ivan Samyłowski z żoną Marią Samyłowską i ich córką Galiną wiosną 1947 roku.

Studiował w wołogodzkiej gubernialnej szkole budownictwa radzieckiego i partyjnego, członek WKP(b), funkcjonariusz komsomolski i partyjny w Wołogdzie, odbył służbę w Armii Czerwonej. W 1932 ukończył Leningradzki Instytut Wschodni, 1932-1933 pracownik Konsulatu ZSRR w Kuldży (obecnie Yining), 1933-1936 pracownik naukowy, od 1936 wicekonsul, później p.o. konsula generalnego, a 1939-1942 konsul generalny ZSRR w Kaszgarze. Później był radcą Ambasady ZSRR w Afganistanie, od 1944 do czerwca 1947 kierownik Wydziału Bliskowschodniego Ludowego Komisariatu/Ministerstwa Spraw Zagranicznych ZSRR, od 23 czerwca 1947 do 27 maja 1948 ambasador nadzwyczajny i pełnomocny ZSRR w Afganistanie, od 1948 główny redaktor audycji radiowej na państwa Wschodu Komitetu ds. Audycji Radiowych przy Radzie Ministrów ZSRR. Do 1956 szef Zarządu Audycji Radiowych na Państwa Wschodu Państwowego Komitetu ds. Audycji Radiowych przy Radzie Ministrów ZSRR, 1957-1968 kierownik Wydziału Bliskiego i Środkowego Wschodu i Afryki Państwowego Komitetu ds. Kontaktów Kulturalnych z Zagranicą przy Radzie Ministrów ZSRR. Odznaczony trzema orderami.